# Павлючик, Алина Юрьевна
Али́на Ю́рьевна Павлю́чик (; род. 11 декабря 1987, Минск) — белорусская кёрлингистка.
Играет на позиции четвёртого. Скип команды.
Мастер спорта Республики Беларусь.
Член национальных женской и смешанной сборных команд Белоруссии.
Занимается кёрлингом с 2010 года.
Фотограф. Входит в официальную медиа-команду (англ. Media Team) Всемирной федерации кёрлинга.

## Достижения
- Чемпионат Беларуси по кёрлингу среди смешанных команд: золото (2016, 2019), серебро (2017).
- Чемпионат Беларуси по кёрлингу среди смешанных пар: золото (2018), бронза (2016).

## Команды
| Сезон                                               | Четвёртый           | Третий              | Второй              | Первый              | Запасной                                    | Турниры                   |
| --------------------------------------------------- | ------------------- | ------------------- | ------------------- | ------------------- | ------------------------------------------- | ------------------------- |
| 2010—11                                             | Екатерина Кириллова | Алина Павлючик      | Наталия Свержинская | Сюзанна Ивашина     | тренер: Дмитрий Кириллов                    | ЧЕ 2011 (гр. C) (5 место) |
| 2011—12                                             | Екатерина Кириллова | Алина Павлючик      | Наталия Свержинская | Сюзанна Ивашина     | Арина Свержинская                           | ЧЕ 2012 (гр. C)           |
| 2012—13                                             | Екатерина Кириллова | Алина Павлючик      | Сюзанна Ивашина     | Наталия Свержинская | Арина Свержинская тренер: Дмитрий Кириллов  | ЧЕ 2012 (19 место)        |
| 2013—14                                             | Алина Павлючик      | Наталия Свержинская | Евгения Орлис       | Екатерина Кириллова | Арина Свержинская тренер: Артис Зентелис    | ЧЕ 2013 (17 место)        |
| 2014—15                                             | Алина Павлючик      | Наталия Свержинская | Сюзанна Ивашина     | Екатерина Кириллова | Арина Свержинская тренер: Катя Киискинен    | ЧЕ 2014 (19 место)        |
| 2015—16                                             | Алина Павлючик      | Daria Bogatova      | Наталия Свержинская | Арина Свержинская   | Маргарита Дешук тренер: Александр Орлов     | ЧЕ 2015 (гр. C) (4 место) |
| 2016—17                                             | Алина Павлючик      | Сюзанна Ивашина     | Арина Свержинская   | Маргарита Дешук     | Наталия Свержинская тренер: Александр Орлов | ЧЕ 2016 (17 место)        |
| 2017—18                                             | Алина Павлючик      | Сюзанна Ивашина     | Арина Свержинская   | Маргарита Дешук     | Наталия Свержинская тренер: Александр Орлов | ЧЕ 2017 (20 место)        |
| 2018—19                                             | Алина Павлючик      | Сюзанна Ивашина     | Арина Свержинская   | Маргарита Дешук     | Наталия Свержинская тренер: Александр Орлов | ЧЕ 2019 (гр. C)           |
| 2019—20                                             | Алина Павлючик      | Оксана Гертова      | Сюзанна Ивашина     | Маргарита Дешук     | тренер: Александр Орлов                     | ЧЕ 2019 (18 место)        |
| Кёрлинг среди смешанных команд (mixed curling)      |                     |                     |                     |                     |                                             |                           |
| 2010—11                                             | Дмитрий Кириллов    | Екатерина Кириллова | Дмитрий Ерко        | Алина Павлючик      |                                             | ЧЕСК 2010 (20 место)      |
| 2011—12                                             | Дмитрий Кириллов    | Алина Павлючик      | Дмитрий Ерко        | Екатерина Кириллова | Наталия Свержинская Сюзанна Ивашина         | ЧЕСК 2011 (21 место)      |
| 2012—13                                             | Дмитрий Кириллов    | Алина Павлючик      | Дмитрий Ерко        | Екатерина Кириллова | Andrey Aulasenka                            | ЧЕСК 2012 (20 место)      |
| 2014—15                                             | Алина Павлючик      | Oleksii Voloshenko  | Сюзанна Ивашина     | Юрий Павлючик       |                                             | ЧЕСК 2014 (20 место)      |
| 2015—16                                             | Дмитрий Баркан      | Алина Павлючик      | Андрей Юркевич      | Маргарита Дешук     |                                             | ЧБСК 2016                 |
| 2016—17                                             | Дмитрий Баркан      | Алина Павлючик      | Андрей Юркевич      | Маргарита Дешук     | тренер: Александр Орлов                     | ЧМСК 2016 (27 место)      |
| 2016—17                                             | Алина Павлючик      | Дмитрий Баркан      | Маргарита Дешук     | Андрей Юркевич      |                                             | ЧБСК 2017                 |
| 2017—18                                             | Дмитрий Баркан      | Маргарита Дешук     | Виталий Бурмистров  | Алина Павлючик      |                                             | ЧБСК 2018 (5 место)       |
| 2018—19                                             | Алина Павлючик      | Дмитрий Баркан      | Маргарита Дешук     | Виталий Бурмистров  |                                             | ЧБСК 2019                 |
| 2019—20                                             | Алина Павлючик      | Дмитрий Баркан      | Маргарита Дешук     | Виталий Бурмистров  | тренер: Александр Орлов                     | ЧМСК 2019 (17 место)      |
| Кёрлинг среди смешанных пар (mixed doubles curling) |                     |                     |                     |                     |                                             |                           |
| 2015—16                                             | Юрий Павлючик       | Алина Павлючик      |                     |                     |                                             | ЧБСП 2015 (6 место)       |
| 2016—17                                             | Дмитрий Баркан      | Алина Павлючик      |                     |                     |                                             | ЧБСП 2016                 |
| 2017—18                                             | Дмитрий Баркан      | Алина Павлючик      |                     |                     |                                             | ЧБСП 2018                 |
| 2018—19                                             | Виталий Бурмистров  | Алина Павлючик      |                     |                     |                                             | ЧБСП 2019 (4 место)       |

(скипы выделены полужирным шрифтом)

## Частная жизнь
Отец Юрий Павлючик и мать Инесса Павлючик — тоже кёрлингисты, Алина неоднократно играла в одной команде с каждым из них в различных кёрлинг-турнирах.